# Schüblig

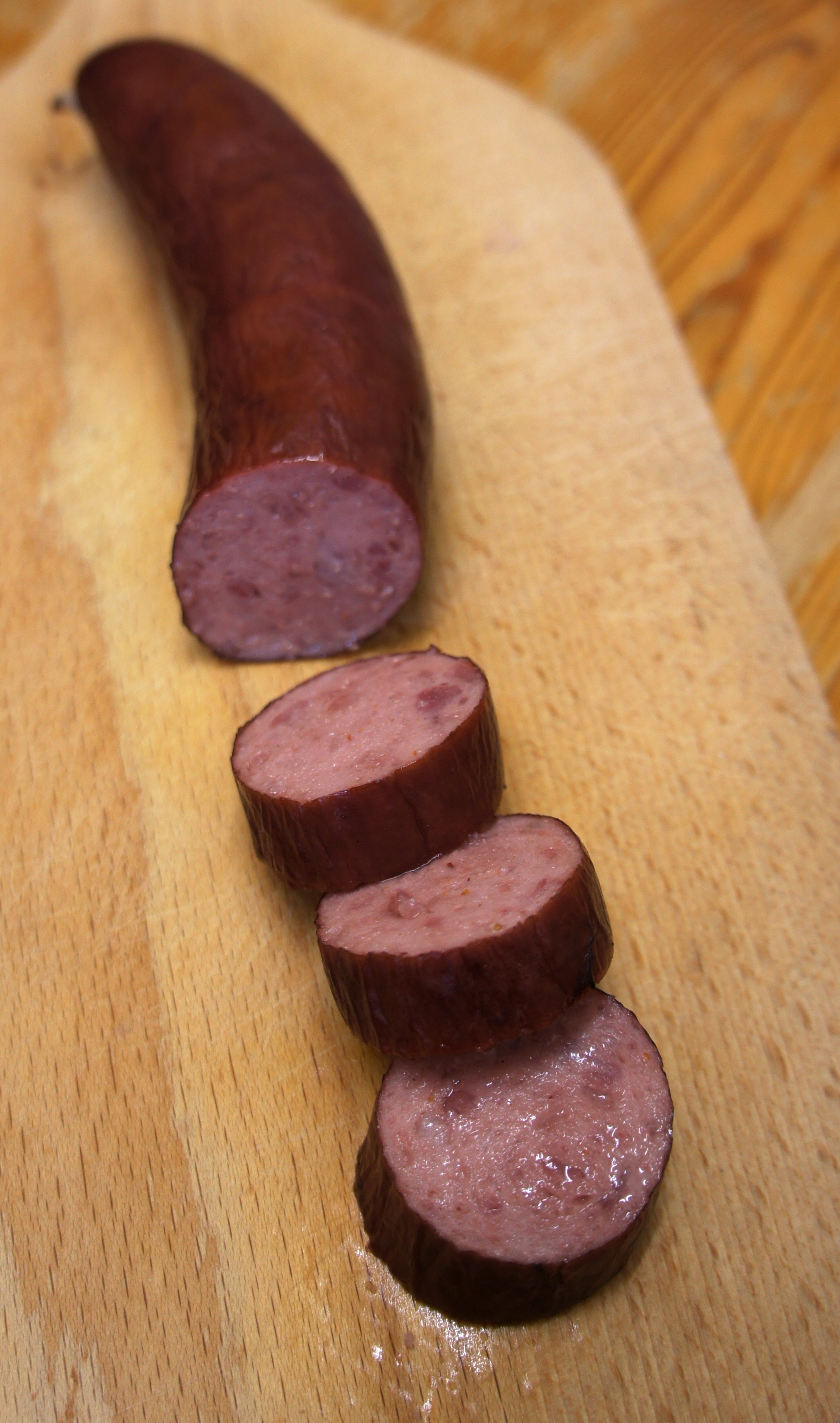
St. Galler Schüblig, gekocht und angeschnitten

Schüblig, in Südbaden, Allgäu, Vorarlberg Schübling und im Tiroler Oberland Schübler bezeichnet eine Reihe von Wurstspezialitäten. Die Wortherkunft leitet sich ab von schübelinc (mittelhochdeutsch, eigentlich: (in einen Darm) geschobene Wurstfüllung) und ist eine verwandte Form von Schübling mit derselben Bedeutung. Jacob Hunziker beschrieb in seinem „Aargauer Wörterbuch in der Lautform der Leerauer Mundart“ von 1877 den schüblig als eine Art Speckwurst, dies übernahmen die Brüder Grimm in ihr Wörterbuch als „verkürzte Form von Schübling“.

## Geschichte
Erste Quellen zum Schüblig stammen bereits aus dem 13. Jahrhundert, die eine geräucherte Wurst mit diesem Namen belegen: Im Speiseplan des Siechenpfrunds zu St. Gallen wird in der ersten Hälfte des 16. Jahrhunderts als Mittagessen regelmäßig gersten und flaisch, wurscht und schubling verzeichnet.
1805 werden die St. Galler Schüblige bereits als solche bezeichnet, jedoch auch, dass diese im Gegensatz zu heute acht bis zwölf Tage geräuchert und derart bis zum Frühjahr haltbar wären.
Auch im Kanton Glarus wird der Schüblig Mitte des 19. Jahrhunderts als eine Wurst beschrieben, die noch geräuchert wurde. Dito in den 1930er bis 1940er Jahren sind Schüblige im Atlas der schweizerischen Volkskunde noch als Hausgeräucherte beschrieben – wohl im Küchenrauch. Sie bestanden aus Fleisch minderer Qualität wie Lunge, Herz, Bauchlappen und Speck sowie Rindfleisch.
Mit dem Umbruch von der Hausmetzgerei zur gewerblichen Metzgerei wurde der hausgemachte angeräucherte Schüblig endgültig zum ungeräucherten: In einem Fachbuch für das Metzgereigewerbe von 1960 heißt es unmissverständlich: Glarner Schüblige werden nicht geräuchert.

## Herstellungsarten
Im Gegensatz zu früher ist der Schüblig heute wirklich keine grobe Wurst mehr, wobei ein Stadt-Land-Gefälle besteht: Im ländlichen Raum werden die Zutaten in der Regel nicht so fein gekuttert wie in den Städten. In den letzten Jahren wurden etliche neue Schüblig-Spezialitäten kreiert, die zum Beispiel mit Wein, Rum, Käse oder Kräutern verfeinert werden oder auch Wildsauschüblig aus Wildschweinfleisch bzw. Wildschüblig aus Hirschfleisch und Rehfleisch.
Die ortstypischen Varianten unterscheiden sich nach Rohwurst und Brühwurst, nach geräuchert und ungeräuchert.

### Rohwurst-Schüblige

#### Bauernschüblig
Er ist die Urvariante des Schüblig und der bäuerlichen Hausmetzgerei entsprungen mit einer Haltbarkeit von etwa einem halben Jahr.
Bauernschüblige bestehen aus Rind- und Schweinefleisch, Speck und Gewürzen (Kochsalz, Pfeffer) sowie Wein und Nitritpökelsalz oder Salpeter (daher die Rötung). Sie werden in Schweinedärme abgefüllt und mehrere Tage geräuchert.
Einem Landjäger ähnlich sind sie dunkelbraun, gerade, etwa 20 cm lang und kommen paarweise, das Stück um 100 Gramm, in den Handel.
Verzehrt werden Bauernschüblige meist kalt mit Brot.

#### Toggenburger Bauernschüblig
Auch als Sennenwurst bezeichnet zeigt dieser Name, dass er in der bäuerlichen Hausmetzgerei als Wurst für die Sennereien produziert wurde; er ist etwa ein halbes Jahr haltbar.
Im Gegensatz zu den anderen Schübligarten hat er einen hohen Anteil an Rindfleisch und es werden zunächst zwei getrennte Brätmassen (Rind und Schwein) gemacht, die erst vor dem Einwursten miteinander vermengt werden.
Er besteht aus Rind- und Schweinefleisch, Speck, Gewürzen (Salz, Pfeffer, Koriander, oft auch Kümmel) sowie Wein und Nitritpökelsalz und wird in dunkle Schweinedärme, eine größere Variante auch in Rindsdärme abgefüllt.
Die verbreitetste Art ist gerade, etwa 20 cm lang und wird paarweise verkauft.
Er wird mit Brot oder einem Bürli kalt gegessen.

### Gebrühte Schüblige

#### Bassersdorfer Schüblig
Auch Schwarze genannt. Er hat seinen Ursprung in Bassersdorf und wird vorzugsweise im Zürcher Unterland produziert.
Er besteht aus einem groben Brät aus Rindfleisch, Schweinefleisch, Schwarte, Speck und Gewürzen (Kochsalz, Pfeffer, Muskat, Ingwer, Zwiebeln) sowie Nitritpökelsalz, Phosphat und Ascorbinsäure. Er wird in geharzte Rindsdärme gefüllt (daher die schwarze Farbe) und hat einen kräftig-rauchigen Geschmack. Einer Cervelat nicht unähnlich, jedoch größer, kommt er in einem pechschwarzen Darm in den Handel, leicht gekrümmt, etwa 18 Zentimeter lang und 200 Gramm schwer.

#### Glarner Schüblig
Traditionelles Herstellungsgebiet ist der Kanton Glarus.
Der Glarner Schüblig ist eine rohe Brühwurst aus Rind- und Schweinefleisch, Schwarte sowie Speck und Gewürzen (Kochsalz, Pfeffer, Muskat, Koriander, Knoblauch) im Naturdarm. Er ist etwa 20 Zentimeter lang und leicht gekrümmt, wird mit Holz gespeilt und paarweise zugerichtet. Industriell für den Lebensmitteleinzelhandel hergestellte Glarner Schüblige sind der Haltbarkeit wegen heute erhitzt und pasteurisiert
.
Der Glarner Schüblig ist ein Alltagsessen. Er ist heiß als Zwischenmahlzeit ebenso beliebt wie zum Mittag oder zum Abend – bevorzugt mit einem Stück Brot oder Kartoffelsalat. Auch gegrillt erfreut er sich zunehmender Beliebtheit.

#### St. Galler Schüblig
Traditionelles Herstellungsgebiet ist der Kanton St. Gallen.
Er ist eine leicht geräucherte Brühwurst aus Rind- und Schweinefleisch, Schwarten sowie Speck und Gewürzen (Kochsalz, Pfeffer, Muskat, Koriander, Zwiebeln) im Naturdarm. Er ist etwa 20 Zentimeter lang und leicht gekrümmt. Er ist gröber gekuttert als der Glarner, die Speckwürfel sind deutlich erkennbar, weiters wird er mit Nitritpökelsalz versetzt, wodurch er eine rote Färbung erhält. Er wird angetrocknet, angeräuchert und mit Wasserdampf gebrüht.
Der St. Galler Schüblig wird kalt oder warm gegessen, zusammen mit einem Bürli oder Kartoffelsalat.

## Die Wurst mit den eigenen Feiertagen
Der Schübeldonnerstag – ansonsten besser bekannt als Schmutziger Donnerstag gilt als eigentlicher Auftakt zur Fastnacht in der St. Galler Linthebene.
In Zürich ist es der Schübligziischtig, der Fastnachtsdienstag, der die Fastnachtszeit beendet. Er gehört zu den ältesten vorreformatorischen Bräuchen des Kantons Zürich. Als sogenannter Mobilmachungsschüblig ist die Wurst außerdem in der Schweizer Armee sehr beliebt.